# الدوري الشمالي لكرة القدم 1948–49
الدوري الشمالي لكرة القدم 1948–49 (بالإنجليزية: 1948–49 Northern Football League)‏ هو موسم من الدوري الشمالي لكرة القدم ‏. فاز فيه سبنيمور تاون ‏.